# Pono
Pono, właśc. Rafał Artur Poniedzielski (ur. 16 października 1976 w Warszawie) – polski raper i producent muzyczny, a także działacz społeczny i przedsiębiorca. Rafał Poniedzielski działalność artystyczną rozpoczął w 1996 roku w ramach duetu TPWC. Od 1997 roku współtworzy kolektyw ZIP Skład. Natomiast od 1999 roku z przerwami występuje w zespole Zipera, którego był współzałożycielem. Prowadzi także solową działalność artystyczną.
Współpracował ponadto z takimi wykonawcami jak: DJ 600V, DJ. B, Vienio, Pele, Fu, White House, Ascetoholix, Włodi, Hemp Gru, Olsen, WWO, THS Klika, Dixon37, Numer Raz oraz Pokój z Widokiem na Wojnę. W 2006 roku, razem z windsurferką Zofią Klepacką, założył Fundację Hey Przygodo pomagającą potrzebującym, uzdolnionym dzieciom. Poza działalnością artystyczną od 2009 roku wraz z Michałem Makowskim prowadzi wytwórnię muzyczną 3Label.

## Życiorys
Rafał Poniedzielski wychowywał się na warszawskim Służewcu. Jego wujek Janusz Kozłowski był dżokejem (w latach późniejszych trener koni). We wczesnej młodości Poniedzielski również chciał zostać zawodnikiem wyścigów konnych, co uniemożliwiły mu ostatecznie warunki fizyczne. W szkole podstawowej uczęszczał do jednej klasy z Pawłem „Włodim” Włodkowskim, znanym z występów w zespole Molesta Ewenement. Pono działalność artystyczną rozpoczął w 1996 roku w zespole TPWC, który utworzył wraz z Sokołem. Rok później raperzy we współpracy z członkami składu Fundacja nr 1 utworzyli kolektyw pod nazwą ZIP Skład. W konsekwencji duet TPWC zawiesił działalność. Jedynym, fonograficznym przejawem ówczesnej działalności TPWC był występ gościnny w utworze „Bez refrenu”, który znalazł się na wydanym w 1998 roku albumie producenckim DJ-a 600V – Produkcja hip-hop. W 1999 roku Pono w ramach ZIP Skład wziął udział w nagraniach albumu pt. Chleb powszedni. W międzyczasie Pono wraz z Korasem i Fu założył grupę Zipera. W 2000 roku piosenki Pona trafiły na składanki Hiphopowy raport z osiedla 2000 („Hiphopowy ring”) i Styl reprezentacji pierwszej ligi („Bez odwrotu”). W międzyczasie ukazał się debiut Zipery pt. O.N.F.R. Rok później raper wystąpił na sygnowanej składance Molesty Ewenement Radio Ewenement 5 G Fm z utworem „Vice versa”.
15 marca 2002 ukazał się debiut solowy Pona zatytułowany Hołd. Na płycie znalazły się piosenki wyprodukowane przez Włodiego, Waco, Majkiego, Sqrę, Korzenia oraz Pelsona. Natomiast wśród gości na albumie znaleźli się m.in. Sokół, Mor W.A., Fundacja nr 1, Jędker, Fu, Wilku i Koras. Nagrania dotarły do 12. miejsca zestawienia OLiS. Pewną popularność zyskały pochodzące z płyty piosenki „Temat zakazany” i „Nieśmiertelna nawijka ZIP Składowa”, notowane, odpowiednio na 37. i 42. miejscu Szczecińskiej Listy Przebojów Polskiego Radia. W ramach promocji do utworów zostały zrealizowane również teledyski. Trzeci obraz promocyjny powstał także do piosenki „Osaczony – z życia wzięte”. W kwietniu tego samego raper wystąpił z materiałem z płyty na festiwalu New Yorker Hip-Hop w Poznaniu u boku takich wykonawców jak WWO, Slums Attack i Fenomen. W 2003 roku Pono gościł wraz z Sokołem, jako TPWC na płycie białostockiego zespołu WNB – Dowód odpowiedzialności. Zwrotki raperów znalazły się w utworze tytułowym. Z kolei sam Pono w międzyczasie wystąpił drugiej edycji New Yorker Hip-Hop Festival. W 2004 roku do sprzedaży trafiła druga płyta Zipery zatytułowany Druga strona medalu. W 2005 roku Pono wystąpił w ramach imprezy „Otwarte Rewiry”, dnia kultury hip-hopowej zorganizowanego przez Polski Dom w Warszawie. Muzyk dał koncert m.in. wraz z takimi wykonawcami jak: O.S.T.R., donGURALesko, Tede, czy Grammatik.
12 czerwca 2006 roku został wydany drugi album Pona pt. Tak to widzę. Płyta uplasowała się na 14. miejscu listy OLiS. Na płycie gościnnie wystąpili m.in. Waco, Wilku, Ero i Bilon. Produkcji nagrań podjął się m.in. sam Pono, a także Waco i Fred. W ramach promocji zostały zrealizowane teledyski do utworów „Pierdolę to” i „Nowy ład”. Tego samego roku raper wystąpił, jako on sam w filmie Xawerego Żuławskiego Chaos, a także w dubbingowanej roli w serialu animowanym Ziomek. Także w 2006 roku Pono wziął udział w nagraniach kompilacji Prosto Mixtape Deszczu Strugi. Zwrotki rapera znalazły się w utworach „Normalne chłopaki”, „Jedziesz 2” i „Misterium 2”. 14 grudnia 2007 roku nakładem wytwórni muzycznej Prosto ukazał się debiutancki album formacji TPWC zatytułowany Teraz pieniądz w cenie. Wyróżniona złotą płytą produkcja dotarła do 10. miejsca zestawienia OLiS. Ogólnopolską popularność duetowi przysporzyła pochodząca z płyty piosenka „W aucie”. Kompozycja dotarła do 16. miejsca Szczecińskiej Listy Przebojów. Kolejny album TPWC, ponownie sygnowany jako Sokół feat. Pono pt. Ty przecież wiesz co ukazał się 20 grudnia 2008 roku. Płyta wydana przez firmę Prosto dotarła do 13. miejsca zestawienia OLiS. 7 grudnia 2009 roku nakładem utworzonej przez Pona oficyny 3label ukazał się trzeci i ostatni album TPWC zatytułowany To prawdziwa wolność człowieka. Materiał sygnowany jako produkcja Pono feat. Sokół dotarł do 29. miejsca listy OLiS.
26 kwietnia 2010 roku do sprzedaży trafiła składanka Prosto Mixtape 600V. Na płycie znalazły się dwie piosenki z udziałem Pona „Łap oddech (Prosto Remix)” i „Ty to jesteś...”. Następnie w czerwcu w warszawskim klubie Palladium odbył się premierowy koncert promujący wydawnictwo, gdzie Pono wystąpił m.in. z Eldo, Fu i DJ-em 600V. Z kolei latem Poniedzielski wystąpił podczas Coke Live Music Festival 2010. 8 lutego 2012 roku nakładem Creative Music ukazał się trzeci album solowy rapera zatytułowany Wizjoner. Płyta dotarła do 19. miejsca listy OLiS. Materiał muzyczny wyprodukowali 7th Swordsman i Piotr „Skuter” Skotnicki. Gościnnie w nagraniach wzięli udział m.in. Fu, Pewna Pozycja, Zarys Zdarzeń, czy Brakujący Element, a także muzycy: saksofonista Artur Włodkowski, basista Paweł Bomert, perkusista Piotr Remiszewski i gitarzysta Piotr Winnicki. Nagrania były promowane teledyskami do utworów „Jestem wolny”, „Żelazna wola” oraz „Bańka”. W drugim z nich wystąpił bokser Albert Sosnowski. Również w 2012 roku Pono wziął udział w projekcie Drużyna mistrzów. Na potrzeby składanki powstał utwór „Przekaz”, który raper nagrał wraz z Fu. Następnie do sprzedaży trafiła kompilacja Prosto Mixtape Kebs. Na wydawnictwie znalazła się zarejestrowana przez Pona i Fokusa piosenka „Nie ukrywam, że...”. Następnie latem artysta dał koncert w ramach Hip Hop Fest Nysa 2012, gdzie wystąpił m.in. u boku Pezeta, Soboty i Borixona. Natomiast w listopadzie w warszawskim klubie Stodoła Pono wystąpił wraz z takimi wykonawcami jak HiFi Banda, Miuosh i Onar w ramach okolicznościowego koncertu z okazji szesnastolecia działalności zespołu JWP.

## Dyskografia

### Albumy solowe
| Tytuł        | Dane dot. albumu                                        | Pozycja na liście |
| Tytuł        | Dane dot. albumu                                        | POL               |
| ------------ | ------------------------------------------------------- | ----------------- |
| Hołd         | - Data: 15 marca 2002 - Wydawca: Prosto/Warner Music    | 12                |
| Tak to widzę | - Data: 12 czerwca 2006 - Wydawca: Prosto/Fonografika   | 14                |
| Wizjoner     | - Data: 8 lutego 2012 - Wydawca: Creative Music/Jawi    | 19                |
| Bunt         | - Data: 20 listopada 2015 - Wydawca: District Area      | 20                |
| Pondemia     | - Data: 23 czerwca 2021 - Wydawca: ESAPE - Record Label |                   |

### Współpraca
| Tytuł                                     | Dane dot. albumu                              | Pozycja na liście |
| Tytuł                                     | Dane dot. albumu                              | POL               |
| ----------------------------------------- | --------------------------------------------- | ----------------- |
| Szlagier (oraz Ero, HZD Hazzidy i Szczur) | - Data: 19 maja 2017 - Wydawca: District Area | 4                 |

Single
| „Temat zakazany” (gościnnie: Fu, Jędker)                      | 2002 | 37 | – | – | Hołd          |
| „To co po mnie zostanie”                                      | 2002 | –  | – | – | Hołd          |
| „Robię co chcę”                                               | 2006 | –  | – | – | Tak to widzę  |
| Rozbójnik Alibaba – „W sieci” (gościnnie: Pono, Kazan, Laura) | 2013 | 21 | 2 | 9 | Bal maturalny |
| „–” singel nie był notowany.                                  |      |    |   |   |               |

### Inne notowane utwory
| Tytuł                                | Rok  | Pozycja na liście | Album |
| Tytuł                                | Rok  | SLiP              | Album |
| ------------------------------------ | ---- | ----------------- | ----- |
| „Nieśmiertelna nawijka ZIP Składowa” | 2002 | 42                | Hołd  |

### Kompilacje różnych wykonawców
| Album                             | Rok  | Utwór | Źródło        |
| --------------------------------- | ---- | --- | ------------- |
| Hiphopowy raport z osiedla 2000   | 2000 | Pono, Fu – „Hiphopowy ring” | [ 6 ]         |
| Styl reprezentacji pierwszej ligi | 2000 | Pono – „Bez odwrotu” | [ 7 ]         |
| Radio Ewenement 5 G Fm            | 2001 | Pono – „Vice versa” | [ 8 ]         |
| Popcorn – hip hop mania 2         | 2003 | Pono – „Bez odwrotu” | [ 41 ]        |
| VIVA Hip Hop Vol.2                | 2003 | Pono, Koras – „Nieśmiertelna nawijka ZIPskładowa” | [ 42 ]        |
| To Jest Hip-Hop Vol.1             | 2004 | DJ 600V, Pono – „Tabu” | [ 43 ]        |
| Prosto Mixtape Deszczu Strugi     | 2006 | Fred, Jędker, Hudy HZD, Pono – „Normalne chłopaki” Małolat, Ward, Pono, Tadek, Bosski Roman, Juras, Romeo, Wigor – „Jedziesz 2” Juras, Pono – „Misterium 2” | [ 21 ]        |
| Road Hip-Hop Classic 2008         | 2008 | Pono, Fu – „Hiphopowy ring” Pono – „Tabu” (DJ 600V Remix)                                                                                                   | [ 44 ]        |
| Prosto Mixtape 600V               | 2010 | Fu, Pono – „Łap oddech (Prosto Remix)” Pezet, Pono – „Ty to jesteś...”                                                                                      | [ 22 ]        |
| Grube jointy 2: karani za nic     | 2011 | Pono – „Natura” | [ 45 ]        |
| Drużyna mistrzów                  | 2012 | Pono, Fu – „Przekaz” | [ 29 ]        |
| Prosto Mixtape Kebs               | 2012 | Pono, Fokus – „Nie ukrywam, że...” | [ 30 ]        |
| Rap & the City                    | 2012 | Pono, Koras – „Nieśmiertelna nawijka ZIPskładowa” | [ 46 ] [ 47 ] |
| Prosto XV                         | 2014 | Pono – „Pierdolę to” | [ 48 ]        |
| Prosto Mixtape IV                 | 2015 | Diox, Pono – „Zła bajka” Parzel, Solar, Pono – „Przelew z Prosto”                                                                                           | [ 49 ]        |

### Występy gościnne
| Album                                             | Rok  | Utwór                                                                                    | Źródło |
| ------------------------------------------------- | ---- | ---------------------------------------------------------------------------------------- | ------ |
| DJ 600V – Wkurwione bity                          | 2001 | „Tabu” (gościnnie: Pono)                                                                 | [ 50 ] |
| DJ. B – Styl pijanego mistrza                     | 2002 | „Propsy” (gościnnie: Pono, Pelson)                                                       | [ 51 ] |
| GRZ – Samuraj                                     | 2002 | „Co byś zrobił” (gościnnie: Pono)                                                        | [ 52 ] |
| Vienio i Pele – Autentyk                          | 2002 | „Nigdy Więcej” (gościnnie: Lui, Pono)                                                    | [ 53 ] |
| Fu – Futurum                                      | 2002 | „Anioł stróż” (gościnnie: Pono) „Czy na pewno?” (gościnnie: Pono)                        | [ 54 ] |
| White House – Kodex                               | 2002 | „Na żywo” (gościnnie: Włodi, Pono, Daf)                                                  | [ 55 ] |
| Ascetoholix – Apogeum                             | 2003 | „Azyl” (gościnnie: Fu, Pono)                                                             | [ 56 ] |
| Kropkanadi – Między bogiem a prawdą               | 2003 | „Egzekucja” (gościnnie: Pono, Fu, Rosjann)                                               | [ 57 ] |
| Włodi – ...Jak nowonarodzony                      | 2003 | „Na żywo” (gościnnie: Pono, Daf)                                                         | [ 58 ] |
| DJ 600V – Style (operacja zrób to głośniej)       | 2004 | „Chwila zwątpienia” (gościnnie: Pono)                                                    | [ 59 ] |
| Hemp Gru – Klucz                                  | 2004 | „Życie Warszawy” (gościnnie: Pono, Koras, Felipe, Romeo, Ero)                            | [ 60 ] |
| Olsen, Fu – Kameleon                              | 2005 | „Granice wytrzymałości” (gościnnie: Pono, Koras)                                         | [ 61 ] |
| WWO – Witam was w rzeczywistości                  | 2005 | „Nienawiść obróć w siłę” (gościnnie: Kali, Mercedresu, Pono, Bilon)                      | [ 62 ] |
| WWO – Życie na kredycie                           | 2005 | „Różnica jest” (gościnnie: Pono)                                                         | [ 63 ] |
| THS Klika – Liryka chodnika                       | 2006 | „Medycyna naturalna” (gościnnie: Pono)                                                   | [ 64 ] |
| Dixon37 – Lot na całe życie                       | 2008 | „Nokaut” (gościnnie: Pono)                                                               | [ 65 ] |
| Hudy HZD – Wykorzystana chwila                    | 2009 | „Wbrew wszystkiemu” (gościnnie: Pono, Cezary)                                            | [ 66 ] |
| Fu – Retrospekcje                                 | 2009 | „Kwestia wyboru” (gościnnie: Pono, Blee)                                                 | [ 67 ] |
| Numer Raz – Ludzie, maszyny, słowa                | 2009 | „Masz pojęcie?!” (gościnnie: Pono, Ero)                                                  | [ 68 ] |
| Pokój z Widokiem na Wojnę – 2010                  | 2010 | „Alchemia rapu” (gościnnie: Pono)                                                        | [ 69 ] |
| Fu – De Facto                                     | 2011 | „Przesłanie z daleka” (gościnnie: Daab, Pono, Bas Tajpan)                                | [ 70 ] |
| Zarys Zdarzeń – 2011                              | 2011 | „Ponad tym wszystkim” (gościnnie: Pono)                                                  | [ 71 ] |
| Młody Grzech & Yakuza – Wielkie Joł zajafka kipi  | 2012 | Numer Raz – „Masz pojęcie?!” (gościnnie: Pono, Ero)                                      | [ 72 ] |
| HDS – Odbicie codzienności                        | 2012 | „Definicja prawdy” (gościnnie: Pewna Pozycja, Pono)                                      | [ 73 ] |
| RaggaBangg – RaggaBangg                           | 2012 | „Szukam bucha (naturalny haj)” (Remix) (gościnnie: Pono)                                 | [ 74 ] |
| DJ. B, Szczur – Zaraza                            | 2013 | „Nie jestem tu od pouczania” (gościnnie: Wigor, Juras, Diox, Ten Typ Mes, Te-Tris, Pono) | [ 75 ] |
| Rozbójnik Alibaba, Jan Borysewicz – Bal maturalny | 2014 | „W sieci” (gościnnie: Pono, Kazan, Laura)                                                | [ 76 ] |

## Teledyski

### Solowe
| Tytuł                                                       | Rok  | Reżyseria                  | Album        | Źródło        |
| ----------------------------------------------------------- | ---- | -------------------------- | ------------ | ------------- |
| „Nieśmiertelna nawijka ZIPskładowa” (gościnnie: Koras)      | 2002 | –                          | Hołd         | [ 12 ]        |
| „Temat zakazany – tabu” (gościnnie: Fu)                     | 2002 | –                          | Hołd         | [ 13 ]        |
| „Osaczony – z życia wzięte” (gościnnie: Włodi)              | 2002 | –                          | Hołd         | [ 14 ]        |
| „Pierdolę to”                                               | 2006 | Paweł Tarasiewicz, Odnowa  | Tak to widzę | [ 17 ] [ 77 ] |
| „Nowy ład” (gościnnie: Waco)                                | 2007 | –                          | Tak to widzę | [ 18 ]        |
| „Jestem wolny”                                              | 2011 | Amonda Films               | Wizjoner     | [ 26 ]        |
| „Żelazna wola” (gościnnie: Dragon)                          | 2011 | Mateusz Winkiel            | Wizjoner     | [ 27 ]        |
| „Bańka” (gościnnie: Fu)                                     | 2012 | Dwaem Music                | Wizjoner     | [ 28 ]        |
| „Podejście”                                                 | 2014 | Rafał „Pono” Poniedzielski | Wizjoner     | [ 78 ]        |
| „#Hot16Challenge”                                           | 2014 | –                          | –            | [ 79 ]        |
| „W poszukiwaniu stanu świadomości” (gościnnie: Ero, DJ Def) | 2015 | M.L. Filmz                 | Bunt         | [ 80 ]        |
| „Przebudzenie” (gościnnie: ZuoZone, DJ Def)                 | 2015 | M.L. Filmz                 | Bunt         | [ 80 ]        |
| „To Syndrom” (gościnnie: ZuoZone, DJ Def)                   | 2015 | M.L. Filmz                 | Bunt         | [ 80 ]        |
| „Żyje się dla uśmiechu” (gościnnie: Fu, Koras)              | 2015 | M.L. Filmz                 | Bunt         | [ 81 ]        |

### Gościnnie
| Tytuł                                                                                     | Rok  | Reżyseria | Album                | Źródło |
| ----------------------------------------------------------------------------------------- | ---- | --------- | -------------------- | ------ |
| Hemp Gru – „Życie Warszawy” / „Zjedz skręta” (gościnnie: Koras, Romeo, Pono, Felipe, Ero) | 2006 | –         | Klucz                | [ 82 ] |
| HDS – „Definicja prawdy” (gościnnie: Pewna Pozycja, Pono)                                 | 2012 | Gwaranto  | Odbicie codzienności | [ 83 ] |
| Rozbójnik Alibaba – „W sieci” (gościnnie: Pono, Kazan, Laura)                             | 2013 | R5 Films  | Bal maturalny        | [ 84 ] |
| Olsen, Fu – „Stare autorytety” (gościnnie: Pono, Chvaściu)                                | 2013 | NuCity    | Kameleon 2           | [ 85 ] |

### Inne
| Tytuł                                                                      | Rok  | Reżyseria            | Album                                   | Źródło |
| -------------------------------------------------------------------------- | ---- | -------------------- | --------------------------------------- | ------ |
| Kali, Juras, WARD, Pono, Jedker, Dragon Davy, Miodu – „Deszczu Strugi Mix” | 2008 | –                    | Promo-mix Prosto Mixtape Deszczu Strugi | [ 86 ] |
| Pono, Kazan – „Reakcja”                                                    | 2013 | Film Head Production | –                                       | [ 87 ] |

## Filmografia
| Tytuł                   | Rok  | Uwagi                                                                                                 | Źródło |
| ----------------------- | ---- | --- | ------ |
| Chaos                   | 2006 | jako on sam, reżyseria: Xawery Żuławski                                                               | [ 19 ] |
| Ziomek                  | 2006 | rola dubbingowana, serial animowany, reżyseria: Laurent Nicolas                                       | [ 20 ] |
| Pionierzy stylu – Włodi | 2014 | film dokumentalny, realizacja: Michał Kowal, Jacek „Merd” Wszoła, Piotr „Steez” Szulc, Kamil Sołdacki | [ 88 ] |